# 1728 год в музыке

## События
- 29 января — на площади Линкольнс-Инн-Филдс состоялась премьера «Оперы нищего» (англ. The Beggar’s Opera) Джона Гея.
- 26 марта — Иоганн Себастьян Бах представил свой пассион St John Passion (BWV 245, BC D 2c) в изменённом виде.
- Джузеппе Тартини открывает школу для скрипачей в Падуе.
- Иоганн Давид Хайнихен (нем. Johann David Heinichen) выпускает книгу Der Generalbass in der Composition, в которой заложил основы учения о генерал-басе.
- Иоганн Георг Пизендель (нем. Johann Georg Pisendel) начинает заниматься композицией под руководством Иоганна Давида Хайнихена.
- Доменико Скарлатти возвращается в Рим, где встречает свою первую жену.
- Иоганн Иоахим Кванц становится флейтистом Саксонской придворной капеллы в Дрездене (нем. Sächsische Staatskapelle Dresden) и знакомится с прусским принцем Фридрихом, которого начинает учить играть на флейте.
- Глухота заставляет Иоганна Маттезона уйти в отставку с поста кантора Гамбургского кафедрального собора.
- Георг Филипп Телеман основал в Гамбурге общество Collegium musicum и музыкальный журнал «Der getreue Musikmeister».

## Классическая музыка
- Винсент Любек — «Клавирные упражнения» (нем. Clavier Übung) для клавесина.
- Жан-Филипп Рамо — «Пьесы для клавесина» (фр. Pièces de Clavecin).
- Георг Филипп Телеман — сюита для 2-х скрипок соло ре мажор «Гулливер».

## Опера
- Георг Фридрих Гендель — «Птолемей, царь Египта» (итал. Tolomeo, re d`Egitto).
- Бартоломео Корданс (итал. Bartolomeo Cordans) — Ormisda.
- Леонардо Лео — La Pastorella commattuta.

## Музыкальный театр
Премьера «Оперы нищего» состоялась в театре Линкольнс-Инн-Филдс 29 января 1728 года.

## Родились
- 16 января — Никколо Пиччини, итальянский и французский композитор, написавший свыше 100 опер (умер 7 мая 1800).
- 17 января — Иоганн Готфрид Мютель (нем. Johann Gottfried Müthel), виртуоз клавишных и композитор (умер 14 июля 1788).
- 9 декабря — Пьетро Алессандро Гульельми (итал. Pietro Alessandro Guglielmi), итальянский оперный композитор (умер 19 ноября 1804).
- 21 декабря — Герман Фридрих Раупах, немецкий клавесинист, капельмейстер и композитор, сын и ученик органиста Кристофа Раупаха (умер 12 декабря 1778).
- 25 декабря — Иоганн Адам Хиллер (нем. Johann Adam Hiller), немецкий композитор, педагог и музыкальный критик, руководил симфоническим обществом «Любительские концерты» в Дрездене (умер 16 июня 1804).

## Умерли
- 12 февраля — Агостино Стеффани или Стефани, итальянский экклезиолог, композитор, теоретик музыки и дипломат (родился 25 июля 1654).
- 15 августа — Марен Маре, французский композитор и исполнитель на виоле да гамба (родился 31 мая 1656).
- 8 октября — Анн Даникан Филидор (фр. Anne Danican Philidor), французский композитор, начал серию публичных концертов во дворце Тюильри под названием Concert Spirituel, продолжавшуюся с 1725 по 1790 год (родился 11 апреля 1681).
- Гаэтано Греко — итальянский композитор (родился в 1657).